# Krigsåret 1964

## Pågående krig
- Kongokrisen (1960-1965)

- Vietnamkriget (1959-1975)[1]
  - Sydvietnam och USA på ena sidan
  - Nordvietnam på andra sidan
- Indonesisk-malaysiska konflikten 1963-1966
  - Malaysia på ena sidan
  - Indonesien på andra sidan

## Händelser

### Januari
- 9 - Amerikanska trupper undertrycker rebeller i Panamakanalzonen.

### Mars
- 31 mars - Brasiliens armé genomför en statskupp mot president João Goulart.

### Augusti
- 4 augusti - Tonkinbuktsintermezzot leder till amerikansk upptrappning av Vietnamkriget.

### September
- September - Gerillan Frelimo startar självständighetskamp i Portugisiska Östafrika.

### Fotnoter
1. ↑  ”World Statesmen”. http://www.worldstatesmen.org/WARS.html. Läst 28 juni 2011.